# Carol Kidu
Carol Anne Kidu (ur. 1948) – papuańska nauczycielka i polityczka australijskiego pochodzenia.
W latach 1997–2012 członkini Parlamentu Narodowego Papui-Nowej Gwinei, w tym w latach 2002–2012 jako jedyna kobieta. W 2012 roku Liderka Opozycji jako pierwsza kobieta.

## Życiorys

### Młodość, edukacja i kariera zawodowa
Carol Anne Millwater urodziła się w Australijskim stanie Queensland.
Pracowała jako nauczycielka w Port Moresby. W późniejszym czasie została autorką podręczników szkolnych. W grudniu 1993 roku po śmierci swojego męża, Buri Kidu – Przewodniczącego Sądu Najwyższego, została pozbawiona należnej jej emerytury i renty po mężu. Założyła Sir Buri Heart Institute oraz rozpoczęła pracę jako asystentka badawcza w ministerstwie późniejszego wicepremiera kraju Moi Avei.

### Działalność polityczna
Wzięła udział w wyborach parlamentarnych w Papui-Nowej Gwinei w 1997 roku startując w okręgu wyborczym obejmującym Port Moresby oraz wioskę Pari, z której pochodził jej mąż. Uzyskała reelekcję w wyborach parlamentarnych w 2002 roku oraz w wyborach parlamentarnych w 2007 roku jako przedstawicielka Melanesian Alliance Party. W latach 2002–2012 była jedyną kobietą w Parlamencie Narodowym Papui-Nowej Gwinei.
W 2005 roku była uważana za jedną z kandydatek do objęcia funkcji wicepremierki kraju. W 2012 roku ogłosiła przejście do opozycji wobec pierwszego rządu Petera O’Neilla, jako jedyna członkini parlamentu. 15 lutego tego roku Spiker parlamentu Jeffrey Nape mianował ją Liderką Opozycji. Została pierwszą kobietą na tym stanowisku.
Zdecydowała się nie kandydować w wyborach parlamentarnych w 2012 roku.

### Pozostała działalność
W 2007 roku została nazwana Pacific Person of the Year przez magazyn Islands Business.

### Życie prywatne
Jej mąż, Buri Kidu w latach 1980–1993 przewodniczył Sądowi Najwyższemu Papui-Nowej Gwinei jako pierwszy rdzenny Papuas. Zmarł na zawał serca w grudniu 1993 roku.